# 岡部徹 (材料学者)

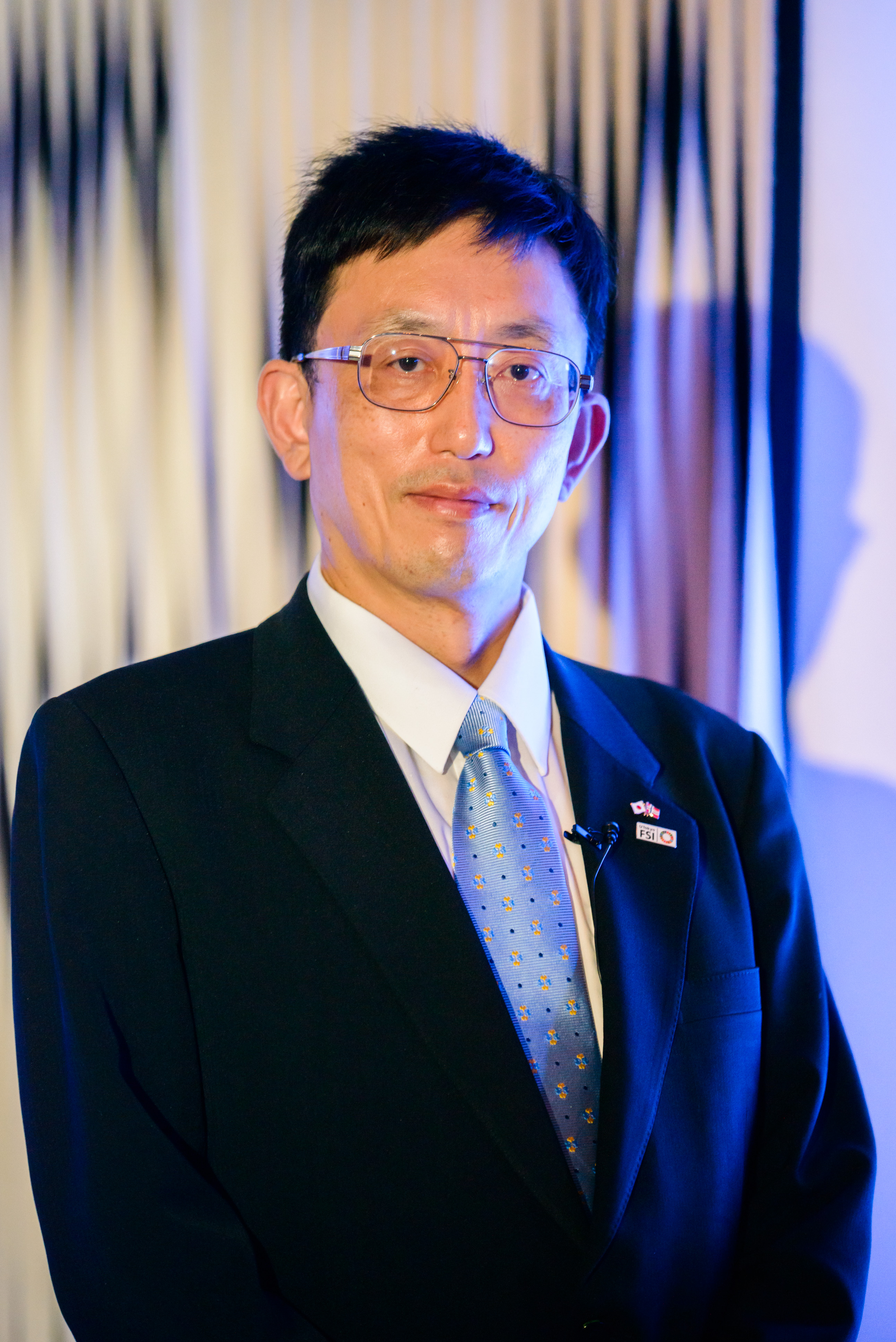
岡部徹

岡部 徹（おかべ とおる、1965年〈昭和40年〉12月4日 - ）は、日本の材料学者、冶金学者（材料化学、環境科学、循環資源工学、レアメタルプロセス工学）。
東京大学 副学長、東京大学生産技術研究所 教授、東京大学持続型エネルギー・材料統合研究センター 教授、東京大学非鉄金属資源循環工学寄付研究部門 特任教授、東京大学大学院総合文化研究科附属国際環境学教育機構 教授、東京大学大学院工学系研究科課程担当（マテリアル工学専攻） 教授、東京大学社会連携本部 副本部長。学位は博士（工学）（京都大学・1993年）。
東北大学素材工学研究所（現：東北大学多元物質科学研究所）助手、東京大学生産技術研究所 助教授、同研究所 准教授、同研究所長などを歴任した。
「レアメタルの環境調和型リサイクル技術の開発に関する研究」により令和3年度科学技術分野の文部科学大臣表彰科学技術賞研究部門を受賞した。また、2021年、the Norwegian University of Science and Technology (NTNU) から、The Degree of Doctor Honoris Causa at NTNU（ノルウェー科学技術大学 名誉博士号）が授与された。

## 来歴

### 生い立ち
京都府京都市に生まれる。父は、岡部陽二（国際金融マン）、祖父は、岡部利良（経済学者）。ロンドン日本人学校中学部、筑波大学附属高等学校を経て京都大学工学部冶金学科に入学し、1988年に卒業。その後同大学大学院へ進学し、チタンやニオブなどのレアメタルの精錬に関する研究で1993年に、博士を取得した。

### 研究者として
学位取得後、1993年5月に日本学術振興会海外特別研究員として渡米し、マサチューセッツ工科大学(MIT)でD. R. Sadoway教授の下、高温電気化学に関する基礎研究に従事した。日本学術振興会海外特別研究員の任期満了後もマサチューセッツ工科大学博士研究員として約半年間在籍し、約2年半をアメリカで過ごした。帰国後の1995年10月、東北大学素材工学研究所（現：東北大学多元物質科学研究所）に助手として着任。2001年より東京大学生産技術研究所の助教授に着任し、同研究所の准教授を経て、2009年から教授に就任した。2019年から2021年まで東京大学副学長に就任した。2021年から2024年まで東京大学生産技術研究所の所長を務めていた。

## 研究
専門分野は、材料化学、環境科学、循環資源工学、レアメタルプロセス工学。30年以上にわたる研究キャリアを通じ、一貫してレアメタルの研究に取り組んでいる。「プロセス技術がレアメタルをコモンメタルに変える」ことを夢見て、チタンなどの新精錬技術の開発を行っている。最近は、レアアース (希土類金属)、ニオブ、チタン、イットリウム、レニウム、ネオジウム、そして他のランタノイドやレアメタルの製造プロセスや新規リサイクル技術、環境技術の研究にも力を入れている。

## 略歴
- 1981年（昭和56年）
  - 3月 - ロンドン日本人学校中学部卒業
- 1984年（昭和59年）
  - 3月 - 筑波大学附属高等学校卒業
- 1988年（昭和63年）
  - 3月 - 京都大学工学部冶金学科卒業
- 1990年（平成2年）
  - 3月 - 京都大学大学院工学研究科修士課程修了
- 1993年（平成5年）
  - 3月 - 京都大学大学院工学研究科博士課程修了
  - 5月 - 日本学術振興会海外特別研究員／マサチューセッツ工科大学博士研究員（M.I.T. Postdoctoral Fellow）
- 1995年（平成7年）
  - 5月 - マサチューセッツ工科大学博士研究員 (M.I.T. Postdoctoral Associate)
  - 10月 - 東北大学素材工学研究所（現：多元物質科学研究所）助手
- 2001年（平成13年）
  - 1月 - 東京大学生産技術研究所助教授 兼 東京大学大学院工学系研究科課程担当（マテリアル工学専攻）助教授
- 2007年（平成19年）
  - 4月 - 東京大学生産技術研究所准教授 （職名変更）
- 2009年（平成21年）
  - 1月 - 東京大学生産技術研究所教授 兼 東京大学大学院工学系研究科 課程担当（マテリアル工学専攻）教授
- 2012年（平成24年）
  - 1月 - 東京大学生産技術研究所 非鉄金属資源循環工学寄付研究部門 特任教授 兼務
  - 5月 - 東京大学大学院総合文化研究科 附属国際環境学教育機構 教授 兼務
- 2013年（平成25年）
  - 1月 - 東京大学生産技術研究所 サステイナブル材料国際研究センター センター長 兼務
- 2014年（平成26年）
  - 4月 - 東京大学 総長補佐（平成26年度）
- 2015年（平成27年 ）
  - 4月 - 東京大学生産技術研究所 副所長 兼務
- 2016年（平成28年）
  - 4月 - 東京大学生産技術研究所 持続型エネルギー・材料統合研究センター センター長 兼務
- 2019年（平成31年・令和元年）
  - 4月 - 東京大学 副学長 兼務
  - 4月 - 東京大学 社会連携本部 副本部長（令和元年度、令和2年度）
- 2021年（令和3年）
  - 4月 - 東京大学生産技術研究所 所長 兼務

## 学術賞・栄典
- 第14回 本多記念奨励賞（本多記念会）1993年5月19日
- 第11回 井上研究奨励賞（井上科学振興財団）1995年2月6日
- 第23回 村上奨励賞,（財）村上記念会. 2003年5月15日
- 第38回 市村学術賞・功績賞（（財）新技術開発財団）2006年4月28日
- 第65回 日本金属学会功績賞（材料化学部門）（日本金属学会）2007年3月27日
- 第26回 日本チタン協会技術賞（平成21年度）（（社）日本チタン協会）2009年11月9日
- 日経地球環境技術賞 優秀賞（2012年）（日本経済新聞社）2012年11月7日
- 第12回 グリーン・サステイナブル ケミストリー賞（GSC賞）環境大臣賞 (2013)（（公社）新化学技術推進協会）2013年6月6日
- The ASM Henry Marion Howe Medal for 2013, ASM International (The Materials Information Society)（米国ASM最優秀論文賞）2013年10月29日[15]
- 13回 本多フロンティア賞（公財）本多記念会. 2016年5月27日
- 第86回 報公賞（公財）服部報公会. 2016年10月7日
- 平成31年度 文部科学大臣表彰 科学技術賞 理解増進部門, 文部科学省. 2019年4月17日
- TMS Extraction & Processing Division Pyrometallurgy Best Paper Award, (米国TMS論文賞). 2020年2月26日[16]
- The Degree of Doctor Honoris Causa at NTNU, Honorary Doctor of the Norwegian University of Science and Technology (NTNU), (ノルウェー科学技術大学 名誉博士号). 2021年3月26日[3]
- 令和3年度 文部科学大臣表彰 科学技術賞 研究部門, 文部科学省. 2021年4月14日[2]
- 東レ科学技術賞 2021年
- 令和5年春 紫綬褒章 2023年4月29日[17]

## 主要論文

### 原著論文
- 'Preparation and Characterization of Extra-Low-Oxygen Titanium', T. H. Okabe, T. Oishi, and K. Ono: J. Alloy. Compound., vol.184 (1992) pp.43-56. doi:10.1016/0925-8388(92)90454-H]
- Okabe, TH and Nakamura, M and Oishi, T and Ono, KJMTB (1993). “Electrochemical deoxidation of titanium”. Metallurgical and Materials Transactions B (Springer) 24 (3):  449-455. doi:10.1007/BF02666427. ISSN 1543-1916. (要購読契約)
- 'Electrochemical Deoxidation of Yttrium-Oxygen Solid Solution', T. H. Okabe, T. Deura, T. Oishi, K. Ono, and D. R. Sadoway: J. Alloy. Compound., vol.237 (1996) pp.150-154. doi:10.1016/0925-8388(95)02129-9
- 'Metallothermic Reduction as an Electronically Mediated Reaction', T. H. Okabe and D. R. Sadoway: J. Mater. Res., vol.12, no.13 (1998) pp.3372-3377. doi:10.1557/JMR.1998.0459
- 'Production of Niobium Powder by Electronically Mediated Reaction (EMR) Using Calcium as a Reductant', T. H. Okabe, Il Park, K. T. Jacob, and Y. Waseda: J. Alloy. Compound., vol.288 (1999) pp.200-210. doi:10.1016/S0925-8388(99)00130-9
- Okabe, Toru H.; Takeda, Osamu; Fukuda, Kazuhiro; Umetsu, Yoshiaki (2003). “Direct Extraction and Recovery of Neodymium Metal from Magnet Scrap”. Materials Transactions (日本金属学会) 44 (4):  798-801. doi:10.2320/matertrans.44.798.
- 'Titanium Powder Production by Preform Reduction Process (PRP)', T. H. Okabe, T. Oda, and Y. Mitsuda: J. Alloy. Compound., vol.364 (2004) pp.156-163. doi:10.1016/S0925-8388(03)00610-8
- 'Effective Dissolution of Platinum by Using Chloride Salts in Recovery Process', C. Horike, K. Morita, and T. H. Okabe: Metall. Mater. Trans. B, vol.43, no.6 (2012), pp.1300-1307. doi:10.1007/s11663-012-9746-z
- 'Direct Oxygen Removal Technique for Recycling Titanium Using Molten MgCl2 Salt', Toru H. Okabe, Y. Hamanaka, and Y. Taninouchi: Faraday Discussions, 190 (2016) pp. 109-126. doi:10.1039/C5FD00229J
- 'Bottlenecks in Rare Metal Supply and the Importance of Recycling: a Japanese Perspective', Toru H. Okabe: Mineral Proces. Extract. Metall., vol.126, no.1-2, (2017) pp.22-32. doi:10.1080/03719553.2016.1268855
- 'Thermodynamic Considerations of Direct Oxygen Removal from Titanium by Utilizing the Deoxidation Capability of Rare Earth Metals', T. H. Okabe, C. Zheng, and Y. Taninouchi: Metall. Mater. Trans. B, vol. 49, no. 3, (2018) pp.1056-1066. doi:10.1007/s11663-018-1172-4
- 'Thermodynamic Analysis of Deoxidation of Titanium Through the Formation of Rare Earth Oxyfluorides', T. H. Okabe, Y. Taninouchi, and C. Zheng: Metall. Mater. Trans. B, vol. 49, no. 6, (2018), pp. 3107-3117. doi:10.1007/s11663-018-1386-5

### 総説論文
- 'Producing Titanium Through an Electronically Mediated Reaction', T. H. Okabe and Y. Waseda: J. Metal., vol.49 (1997) pp.28-32. doi:10.1007/BF02914710
- 'Current Status on Resource and Recycling Technology for Rare Earths', O. Takeda, T. H. Okabe: Metall. Mater. Trans. E, vol.1, no.2, (2014) pp 160-173. doi:10.1007/s40553-014-0016-7
- 'Current Status of Titanium Recycling and Related Technologies', O. Takeda, T. H. Okabe: J. Metal., vol.71, no.6 (2019) pp. 1981-1990. doi:10.1007/s11837-018-3278-1
- 'Recent Progress in Titanium Extraction and Recycling', O. Takeda, T. Ouchi, and T. H. Okabe: Metall. Mater. Transact. B, (2020) pp. 1315-1328. doi:10.1007/s11663-020-01898-6

## 著書

### 分担執筆
- 'Removal of Oxygen in Reactive Metals' in Purification Process and Characterization of Ultra High Purity Metals, T. H. Okabe: edited by Y. Waseda and M. Isshiki, Springer, Berlin (2001) pp.3-37. ISBN 978-3-642-56255-6
- Extractive Metallurgy of Titanium, 1st Edition: Conventional and Recent Advances in Extraction and Production of Titanium Metal, T. H. Okabe: Editors: Z. Z. Fang, F. Froes, Y. Zhang, Elsevier (2019). Paperback ISBN 9780128172001, eBook ISBN 9780128172018
  - Chapter 5 - Fundamentals of thermochemical reduction of TiCl4 (T. H. Okabe and O. Takeda) pp.65-96.
  - Chapter 8 - Metallothermic reduction of TiO2 (T. H. Okabe) pp.131-164.
  - Chapter 16 - Recycling of Ti (O. Takeda and T. H. Okabe) pp.363-388.